# Henryk Sarna
Henryk Sarna, ps. „Długi” (ur. 19 stycznia 1933 w Radomiu) – działacz antykomunistyczny „Orła Białego”, malarz.

## Życiorys
Aresztowany dn. 15 lipca 1950 przez PUBP w Radomiu za przynależność do nielegalnej organizacji pod nazwą „Biały Orzeł” działającej w latach 1949–1950 w Radomiu. Wyrokiem WSR w Kielcach z dn. 17 kwietnia 1951 skazany na 6 lat więzienia, a następnie wyrokiem NSW w Warszawie z dn. 04 czerwca 1951 karę złagodzono do 3 lat na mocy amnestii. Był więźniem więzienia w Radomiu, Kielcach i Centralnego Obozu Pracy w Jaworznie. Po odbyciu kary będąc wrogiem władzy ludowej  wysłano go jako żołnierza-górnika do kopalni, gdzie doznał ciężkich represji politycznych. 

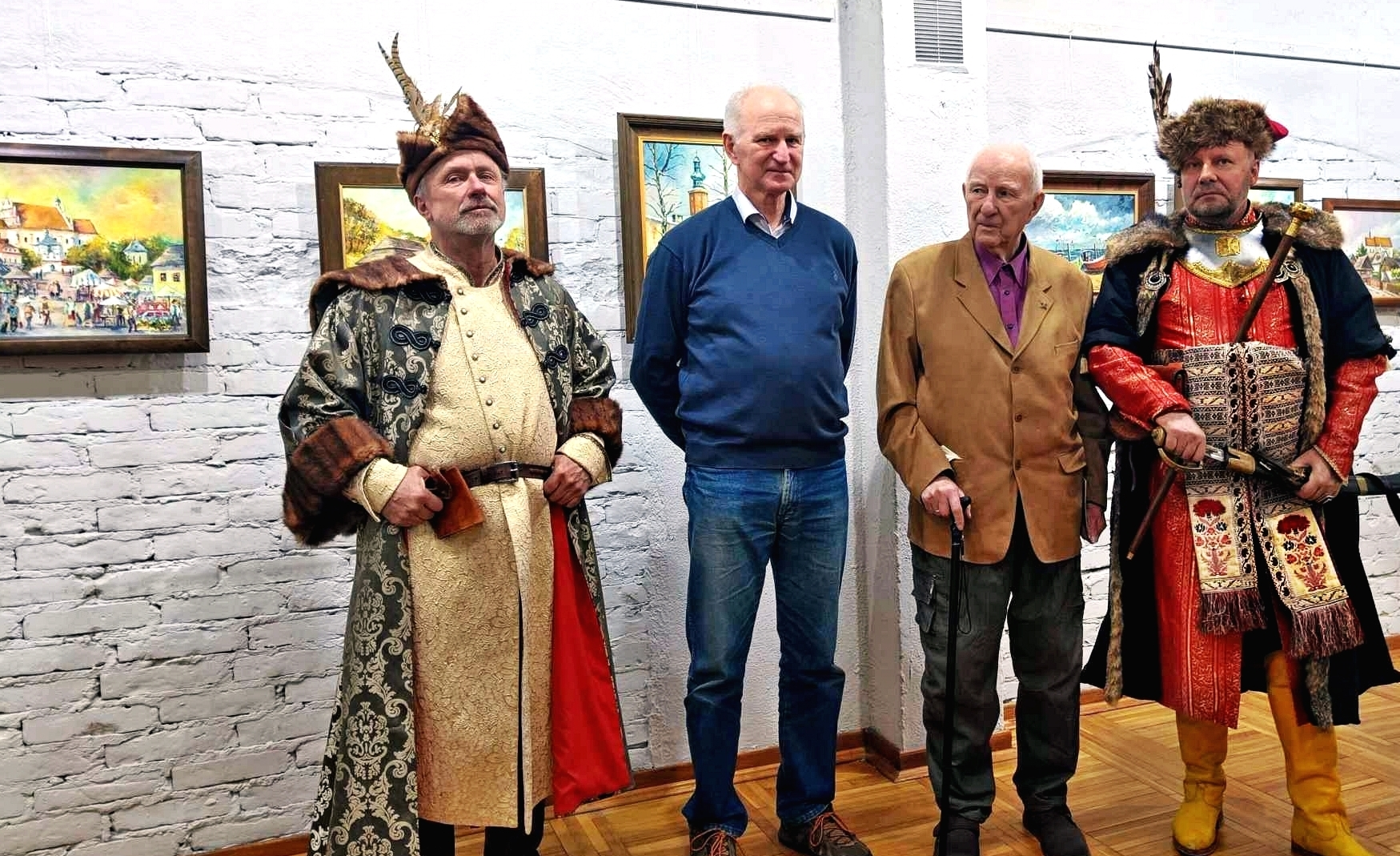
Henryk Sarna (trzeci od lewej) wystawa malarstwa w Radomiu, 2025

Swoją trzyletnią edukację artystyczną rozpoczął w 1957 roku w Ognisku Plastycznym w Radomiu. 4 lata uczył się rysunku odręcznego u prof. Eugeniusza Śmidowicza. Ulubioną techniką malarską Henryka Sarny jest akwarela. Artysta posługuje się również gwaszem, temperą, farbami olejnymi czy pastelami. Malarz ma na swoim koncie szereg wystaw indywidualnych i udział w wystawach zbiorowych. Najczęściej maluje i rysuje pejzaże, krajobrazy typowe dla wsi, miast i miasteczek, obiekty sakralne. Chętnie bierze udział w plenerach.

## Odznaczenia
Posiada Krzyż Kawalerski Orderu Odrodzenia Polski, legitymacja nr 272-92-16. Warszawa, 22 kwietnia 1992 r., które nadał mu postanowieniem z dnia 22 kwietnia 1992 r. Prezydent Rzeczypospolitej Polskiej, Lech Wałęsa.